# Ikes
Els ikes són els membres d'un sub-grup ètnic igbo que viuen al nord-oest de l'estat del Delta. Ells són fronterers amb els següents grups lingüístics: edos, a l'oest; ishans al nord, aniomes, a l'est i ukwuanis al sud. Les comunitats d'ikes estan a la LGA d'Ika, a l'estat del Delta.

## Clans
La comunitat ika està conformada per dotze clans i una metròpoli:
1. Clan Agbor.
2. Clan Owa.
3. Clan Abavo.
4. Clan Ute-Okpu.
5. Clan Ute-Ogbeje.
6. Clan Umunede.
7. Clan Akumazi.
8. Clan Igbodo.
9. Clan Otolokpo.
10. Clan Mbiri.
11. Clan Idumuesah.
12. Clan Orogodo/Boji-Boji.[2]

## Religió
El 91% dels ikes són cristians (el 12% dels quals són evangèlics). D'aquests, el 55% són protestants, el 30% catòlics i el 15% pertanyen a esglésies cristianes independents. El 9% restant dels ikes creuen en religions tradicionals africanes.